# Daniel Isaac Eaton

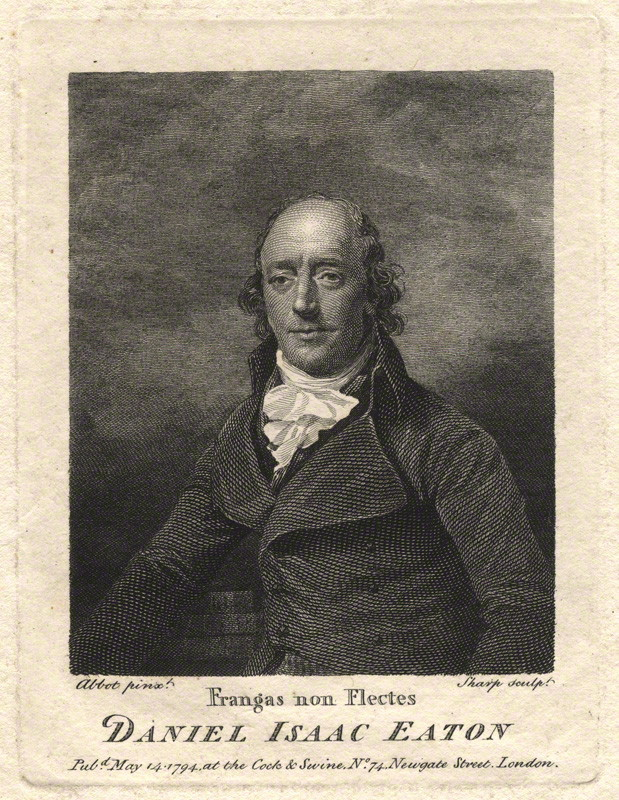
Daniel Isaac Eaton por William Sharp, depois de Lemuel Francis Abbott.

Daniel Isaac Eaton (1753–1814) foi um autor, editor e ativista radical inglês. Ele foi julgado oito vezes por vender literatura radical e condenado em 1812 por vender The Age of Reason.

## Carreira
Eaton era o editor do popular periódico Politics for the People e foi preso em 7 de dezembro de 1793 por publicar uma declaração de John Thelwall, um conferencista e debatedor radical: Thelwall fez um discurso que incluía uma anedota sobre um galo de guerra tirânico chamado "King Chanticleer". Eaton foi preso por três meses antes de seu julgamento em um esforço para levar ele e sua família à falência. Em fevereiro de 1794, ele foi finalmente levado a julgamento e defendido por John Gurney: foi absolvido.
Percy Bysshe Shelley escreveu o ensaio "A Letter to Lord Ellenborough" em sua defesa em 1812.